# 枇峴郡
枇峴郡（ピヒョンぐん）は、朝鮮民主主義人民共和国平安北道の西部に位置する郡。

## 地理
西に新義州市・龍川郡、南に塩州郡・東林郡、東に天摩郡、北に義州郡と隣接する。
京義線（現・平義線）は開通当初塩州から北上して枇峴に至り、西に方向を転じて白馬駅を経て南新義州に至っていた。1930年代に沿岸部に本線が移り、この路線は白馬線と呼ばれるようになった。

## 行政区画
1邑・2労働者区・21里を管轄する。
| - 枇峴邑（ピヒョヌプ） - 良策労働者区（リャンチェンロドンジャグ） - 白馬労働者区（ペンマロドンジャグ） - 広里（クァンニ） - 農建里（ノンゴンニ） - 堂後里（タンフリ） - 台坪里（テピョンニ） - 東上里（トンサンニ） - 東西里（トンソリ） - 蘆中里（ロジュンニ） - 龍渓里（リョンゲリ） - 龍雲里（リョンウンニ） | - 龍遊里（リョンユリ） - 龍興里（リョンフンニ） - 北三里（プクサムニ） - 三上里（サムサンニ） - 上古里（サンゴリ） - 城東里（ソンドンニ） - 松亭里（ソンジョンニ） - 亭山里（チョンサンニ） - 鷲峯里（チュボンニ） - 忠烈里（チュンニョルリ） - 下端里（ハダンニ） - 化三里（ファサムニ） |

## 歴史
現在の枇峴郡の範囲は、かつて平安北道義州郡・龍川郡などの一部。1952年に新設された郡である。

### 年表
この節の出典
- 1952年12月 - 郡面里統廃合により、平安北道義州郡枇峴面・月化面・威遠面および古館面の一部、龍川郡東上面および楊光面の一部、新義州市の一部、鉄山郡西林面の一部地域をもって、枇峴郡を設置。枇峴郡に以下の邑・里が成立。(1邑28里)
  - 枇峴邑・下端里・上古里・龍雲里・白馬里・鷲峯里・農建里・蘆中里・堂後里・亭山里・広里・龍遊里・龍渓里・忠烈里・松亭里・城東里・台坪里・良策里・中斉里・郷校里・東西里・三上里・連上里・城下里・龍興里・北三里・南三里・化三里・東上里
- 1954年 (1邑24里)
  - 南三里が東林郡に編入。
  - 三上里・中斉里・郷校里が新設の光城郡に編入。
- 1958年 - 連上里が下端里・堂後里・白馬里に分割編入。(1邑23里)
- 1961年 - 東西里の一部が上古里に編入。(1邑23里)
- 1963年 - 光城郡三上里を編入。(1邑24里)
- 1967年 - 龍雲里の一部が北三里に編入。(1邑24里)
- 1972年 - 良策里および東上里・農建里の各一部が合併し、良策労働者区が発足。(1邑1労働者区23里)
- 1978年 - 白馬里・城下里が合併し、白馬労働者区が発足。(1邑2労働者区21里)

## 交通
- 白馬線
  - 良策駅 - 枇峴駅 - 龍渓里駅 - 白馬駅